# Alexandr Kudrjavcev
Alexandr Michajlovič Kudrjavcev (rusky Александр Михайлович Кудрявцев; narozený 26. října 1985, Sverdlovsk) je ruský profesionální tenista. Ve své dosavadní kariéře na okruhu ATP World Tour nevyhrál žádný turnaj. Na challengerech ATP a okruhu ITF získal k únoru 2012 čtyři tituly ve dvouhře a dvacet osm ve čtyřhře.
Na žebříčku ATP byl nejvýše ve dvouhře klasifikován v září 2011 na 123. místě a ve čtyřhře pak v listopadu téhož roku na 70. místě. Od května 2007 jej trénuje krajan a bývalý tenista Vadim Davletšin.
16. března 2007 se oženil s Rušanou, s níž má syna Jegora Kudrjavceva (nar. 2007).

## Finálové účasti na turnajích ATP World Tour
| Legenda (před/od 2009)                                          |
| Grand Slam (0–0)                                                |
| Tennis Masters Cup / ATP World Tour Finals (0–0)                |
| ATP Masters Series / ATP World Tour Masters 1000 (0–0)          |
| ATP International Series Gold / ATP World Tour 500 series (0–0) |
| ATP International Series / ATP World Tour 250 series (0–1 Č)    |

### Čtyřhra: 1 (0–1)

#### Finalista
| Č. | Datum          | Turnaj    | Povrch    | Spoluhráč      | Finalisté                   | Výsledek              |
| -- | -------------- | --------- | --------- | -------------- | --------------------------- | --------------------- |
| 1. | 30. října 2011 | Petrohrad | tvrdý (h) | Michail Jelgin | Colin Fleming Ross Hutchins | 3–6, 7–6(7–5), [8–10] |

## Finále na challengerech ATP a okruhu Futures
| Legenda     |
| ----------- |
| Challengery |
| Futures     |

### Dvouhra: 5 (4–1)
Poznámka: tabulka je neúplná.
| Stav      | Č. | Datum           | Turnaj               | Povrch | Soupeř ve finále      | Výsledek           |
| --------- | -- | --------------- | -------------------- | ------ | --------------------- | ------------------ |
| Finalista | 1. | 22. dubna 2006  | Guliston, Uzbekistán | tvrdý  | Teodor-Dacian Crăciun | 0–6, 6–4, 6–7(5–7) |
| Vítěz     | 1. | 4. února 2007   | Dillí, Indie         | tvrdý  | Todor Enev            | 6–4, 6–2           |
| Vítěz     | 2. | 19. května 2007 | Minsk, Bělorusko     | tvrdý  | Ivan Cerovic          | 6–2, 6–4           |
| Finalista | 2. | 25. září 2010   | Bangkok, Thajsko     | tvrdý  | Grigor Dimitrov       | 4–6, 1–6           |
| Finalista | 3. | 11. září 2011   | Šanghaj, ČLR         | tvrdý  | Cedrik-Marcel Stebe   | 4–6, 6–4, 5–7      |

### Čtyřhra

#### Vítěz (28)
Poznámka: tabulka je neúplná.
| Č. | Datum              | Turnaj               | Povrch  | Spoluhráč              | Soupeři ve finále                 | Výsledek         |
| -- | ------------------ | -------------------- | ------- | ---------------------- | --------------------------------- | ---------------- |
| 1. | 11. června 2004    | Oberstaufen, Německo | antuka  | Vadim Davletšin        | Valentino Pest Alexander Waske    | 4–6, 6–3, 7–6    |
| 2. | 27. května 2006    | Kyjev, Ukrajina      | antuka  | Alexander Krasnoruckij | Andrej Stoljarov Alexandr Jarmola | 6–3, 3–6, 6–2    |
| 3. | 4. června 2006     | Čerkasov, Ukrajina   | antuka  | Alexander Krasnoruckij | Sergej Bubka Aleksandr Nedovesov  | 6–3, 4–6, 6–2    |
| 4. | 25. června 2006    | Minsk, Bělorusko     | tvrdý   | Alexander Krasnoruckij | Alexander Burij Kyril Harbacjuk   | 7–5, 6–3         |
| 5. | 27. srpna 2006     | Poznaň, Polsko       | Clay    | Alexander Krasnoruckij | Tomasz Bednarek Maciej Dilaj      | 2–6, 7–5, 6–1    |
| 6. | 26. listopadu 2006 | Mosrentgen, Rusko    | tvrdý   | Alexander Krasnoruckij | Sarvar Ikramov Alexej Tichonov    | 6–1, 6–1         |
| 7. | 20. srpna 2011     | Karši, Kazachstán    | tvrdý   | Michail Jelgin         | Konstantin Kravčuk Denys Molčanov | 3–6, 6–3, [11–9] |
| 8. | 6. listopadu 2011  | Eckental, Německo    | koberec | Andre Begemann         | James Cerretani Adil Shamasdin    | 6–3, 3–6, [11–9] |